# Eliminatórias da Copa do Mundo FIFA de 1970
Um total de 75 times se inscreveram para as Eliminatórias da Copa do Mundo FIFA de 1970, competindo por um total de 16 vagas na fase final. O  México, como país-sede, e a  Inglaterra, como defensores do título, se classificaram automaticamente, deixando 14 vagas.
Pela primeira vez, os vencedores das Eliminatórias da África e da Ásia/Oceania tinham garantido um lugar direto na fase final. As 16 vagas disponíveis na Copa do Mundo de 1970 foram distribuídas entre as zonas continentais da seguinte forma:
- Europa (UEFA): 9 vagas, 1 delas iria à Inglaterra, que se classificou automaticamente por ser a campeã, enquanto as outras oito vagas foram disputadas por 30 seleções.
- América do Sul (CONMEBOL): 3 vagas.
- América do Norte, América Central e Caribe (CONCACAF): 2 vagas, 1 delas iria ao México, que era o país-sede. A outra vaga seria disputada por 12 seleções.
- África (CAF): 1 vaga disputada entre 13 times.
- Ásia (AFC)/Oceania (OFC): 1 vaga, disputadas por 7 times (incluindo a Rodésia).

No total, 68 times jogaram pelo menos uma partida das Eliminatórias. Um total de 172 partidas disputadas, e 542 gols marcados (uma média de 3,15 por jogo).
Abaixo estão os países classificados nas eliminatórias e na repescagem.

## UEFA
A FIFA rejeitou a inscrição da  Albânia. 29 times foram divididos em oito grupos de três ou quatro equipes.

### Grupo 1
| Posição | Time     | P | J | V | E | D | GM | GS | SG |
| ------- | -------- | - | - | - | - | - | -- | -- | -- |
| 1       | Romênia  | 8 | 6 | 3 | 2 | 1 | 7  | 6  | +1 |
| 2       | Grécia   | 7 | 6 | 2 | 3 | 1 | 13 | 9  | +4 |
| 3       | Suíça    | 5 | 6 | 2 | 1 | 3 | 5  | 8  | −3 |
| 4       | Portugal | 4 | 6 | 1 | 2 | 3 | 8  | 10 | −2 |

| 12 de Outubro de 1968 | Suíça       | 1–0 | Grécia | Basel, Suíça Árbitro: Boogaerts (Holanda) Público: |
|                       | Quentin 22' |     |        |                                                    |

| 27 de Outubro de 1968 | Portugal                           | 3–0 | Romênia | Lisboa, Portugal Árbitro: Leo Callaghan (País de Gales) Público: |
|                       | Santos 21' · João 33' · Santos 72' |     |         |                                                                  |

| 23 de Novembro de 1968 | Romênia                     | 2–0 | Suíça | Bucareste, Romênia Árbitro: Sener (Turquia) Público: |
|                        | Dumitrache 51' · Domide 74' |     |       |                                                      |

| 11 de Dezembro de 1968 | Grécia                                                        | 4–2 | Portugal                  | Atenas, Grécia Árbitro: Schulenburg (Alemanha Ocidental) Público: |
|                        | Dedes 33' · Papaioannou 37' · Torres 49' (o.g.) · Sideris 61' |     | Augusto 17' · Eusébio 64' |                                                                   |

| 16 de Abril de 1969 | Grécia                  | 2–2 | Romênia                         | Atenas, Grécia Árbitro: Antonio Sbardella (Itália) Público: |
|                     | Sideris 51' · Dedes 60' |     | Dumitrache 53' · Dumitrache 66' |                                                             |

| 16 April 1969 | Portugal | 0–2 | Suíça                             | Lisboa, Portugal Árbitro: Jack Taylor(Inglaterra) Público: |
|               |          |     | Vuilleumier 21' · Vuilleumier 35' |                                                            |

| 4 de Maio de 1969 | Portugal                | 2–2 | Grécia                        | Porto, Portugal Árbitro:Moncef (Tunísia) Público: |
|                   | Eusébio 82' · Peres 86' |     | Elefterakis 68' · Botinos 74' |                                                   |

| 14 de Maio de 1969 | Suíça | 0–1 | Romênia            | Lausanne, Suíça Árbitro: Tiny Wharton (Escócia) Público: |
|                    |       |     | Michaud 33' (o.g.) |                                                          |

| 12 de Outubro de 1969 | Romênia    | 1–0 | Portugal | Bucareste, Romênia Árbitro: Čanak (Iugoslávia) Público: |
|                       | Dobrin 30' |     |          |                                                         |

| 15 de Outubro de 1969 | Grécia                                               | 4–1 | Suíça      | Thessaloniki, Grécia Árbitro: Schiller (Áustria) Público: |
|                       | Koudas 33' · Botinos 39' · Sideris 43' · Botinos 49' |     | Künzli 77' |                                                           |

| 2 de Novembro de 1969 | Suíça      | 1–1 | Portugal    | Berna, Suíça Árbitro: Nilsson (Suécia) Público: |
|                       | Künzli 88' |     | Eusébio 40' |                                                 |

| 16 de Novembro de 1969 | Romênia         | 1–1 | Grécia      | Bucareste, Romênia Árbitro: Adair (Irlanda do Norte) Público: |
|                        | Dembrovschi 36' |     | Domazos 50' |                                                               |

### Grupo 2
| Posição | Time            | P | J | V | E | D | GM | GS | SG  |
| ------- | --------------- | - | - | - | - | - | -- | -- | --- |
| 1=      | Hungria         | 9 | 6 | 4 | 1 | 1 | 16 | 7  | +9  |
| 1=      | Tchecoslováquia | 9 | 6 | 4 | 1 | 1 | 12 | 6  | +6  |
| 3       | Dinamarca       | 5 | 6 | 2 | 1 | 3 | 6  | 10 | −4  |
| 4       | Irlanda         | 1 | 6 | 0 | 1 | 5 | 3  | 14 | −11 |

| 25 de Setembro de 1968 | Dinamarca | 0–3 | Tchecoslováquia                  | Copenhague, Dinamarca Árbitro: Hirviniemi (Finlândia) Público: |
|                        |           |     | Jokl 11' · Kuna 22' · Hagara 80' |                                                                |

| 20 de Outubro de 1968 | Tchecoslováquia | 1–0 | Dinamarca | Bratislava, Tchecoslováquia Árbitro: Bucheli(Suíça) Público: |
|                       | Jokl 56'        |     |           |                                                              |

| 4 de Maio de 1969 | Irlanda    | 1–2 | Tchecoslováquia        | Dublin, Irlanda Árbitro: Ribeiro(Portugal) Público: |
|                   | Rogers 17' |     | Kabát 51' · Adamec 71' |                                                     |

| 25 de Maio de 1969 | Hungria                | 2–0 | Tchecoslováquia | Budapeste, Hungria Árbitro: Bentu(Romênia) Público: |
|                    | Dunai 11' · Albert 88' |     |                 |                                                     |

| 27 de maio de 1969 | Dinamarca                   | 2–0 | Irlanda | Copenhague, Dinamarca Árbitro: Archipow(União Soviética) Público: |
|                    | Sørensen 34' · Sørensen 66' |     |         |                                                                   |

| 8 de Junho de 1969 | Irlanda    | 1–2 | Hungria                 | Dublin, Irlanda Árbitro: Loraux(Bélgica) Público: |
|                    | Givens 59' |     | Dunai 23' · Ferenc Bene |                                                   |

| 15 de Junho de 1969 | Dinamarca                               | 3–2 | Hungria                | Copenhague, Dinamarca Árbitro: Sirevaag(Noruega) Público: |
|                     | Sørensen 3' · Le Fevre 35' · Madsen 67' |     | Bene 7' · János Farkas |                                                           |

| 14 de Setembro de 1969 | Tchecoslováquia                     | 3–3 | Hungria                           | Praga, Tchecoslováquia Árbitro: Tschenscher(Alemanha Ocidental) Público: |
|                        | Hagara 26' · Kvašňák 51' · Kuna 75' |     | Bene 9' · Dunai 36' · Fazekas 48' |                                                                          |

| 7 de Outubro de 1969 | Tchecoslováquia                     | 3–0 | Irlanda | Praga, Tchecoslováquia Árbitro: Lo Bello(Itália) Público: |
|                      | Adamec 9' · Adamec 37' · Adamec 45' |     |         |                                                           |

| 15 de Outubro de 1969 | Irlanda    | 1–1 | Dinamarca          | Dublin, Irlanda Árbitro: Paterson(Escócia) Público: |
|                       | Givens 11' |     | B. Jensen 84 pen.' |                                                     |

| 22 de Outubro de 1969 | Hungria                         | 3–0 | Dinamarca | Budapeste, Hungria Árbitro: Ott(Alemanha Ocidental) Público: |
|                       | Bene 15' · Szűcs 28' · Bene 88' |     |           |                                                              |

| 5 de Novembro de 1969 | Hungria                                          | 4–0 | Irlanda | Budapeste, Hungria Árbitro: Jakse(Iugoslávia) Público: |
|                       | Halmosi 30' · Bene 49' · Puskás 68' · Kocsis 83' |     |         |                                                        |

Hungria e Tchecoslováquia terminaram com a mesma quantidade de pontos, então se enfrentaram em uma playoff em campo neutro para decidir a vaga.
| 3 de Dezembro de 1969 | Tchecoslováquia                                       | 4–1 | Hungria            | Marselha, França Árbitro: Machin(França) Público: |
|                       | Kvašňák 44 pen.' · Veselý 57' · Adamec 65' · Jokl 80' |     | L. Kocsis 90 pen.' |                                                   |

### Grupo 3
| Posição | Time              | P | J | V | E | D | GM | GS | SG |
| ------- | ----------------- | - | - | - | - | - | -- | -- | -- |
| 1       | Itália            | 7 | 4 | 3 | 1 | 0 | 10 | 3  | +7 |
| 2       | Alemanha Oriental | 5 | 4 | 2 | 1 | 1 | 7  | 7  | 0  |
| 3       | País de Gales     | 0 | 4 | 0 | 0 | 4 | 3  | 10 | −7 |

| 23 de Outubro de 1968 | País de Gales | 0–1 | Itália   | Cardiff, País de Gales Árbitro: Campos(Portugal) Público: |
|                       |               |     | Riva 44' |                                                           |

| 29 de Março de 1969 | Alemanha Oriental        | 2–2 | Itália              | Berlim Oriental, Alemanha Oriental Árbitro: Boström(Suécia) Público: |
|                     | Vogel 26' · Kreische 75' |     | Riva 54' · Riva 82' |                                                                      |

| 16 de Abril de 1969 | Alemanha Oriental   | 2–1 | País de Gales | Dresden, Alemanha Oriental Árbitro: Geluck(Bélgica) Público: |
|                     | Löwe 31' · Rock 89' |     | Toshack 57'   |                                                              |

| 22 de Outubro de 1969 | País de Gales | 1–3 | Alemanha Oriental                  | Cardiff, País de Gales Árbitro: Mâchin(França) Público: |
|                       | Powell 83'    |     | Vogel 54' · Löwe 60' · Frenzel 62' |                                                         |

| 4 de Novembro de 1969 | Itália                                       | 4–1 | País de Gales | Roma, Itália Árbitro: Beczirow(Bulgária) Público: |
|                       | Riva 37' · Mazzola 55' · Riva 73' · Riva 81' |     | England 67'   |                                                   |

| 22 de Dezembro de 1969 | Itália                                 | 3–0 | Alemanha Oriental | Nápoles, Itália Árbitro: Schiller(Áustria) Público: |
|                        | Mazzola 7' · Domenghini 25' · Riva 36' |     |                   |                                                     |

### Grupo 4
| Posição | Time             | P | J | V | E | D | GM | GS | SG  |
| ------- | ---------------- | - | - | - | - | - | -- | -- | --- |
| 1       | União Soviética  | 7 | 4 | 3 | 1 | 0 | 8  | 1  | +7  |
| 2       | Irlanda do Norte | 5 | 4 | 2 | 1 | 1 | 7  | 3  | +4  |
| 3       | Turquia          | 0 | 4 | 0 | 0 | 4 | 2  | 13 | −11 |

| 23 de Outubro de 1968 | Irlanda do Norte                                       | 4–1 | Turquia | Belfast, Irlanda do Norte Árbitro: Schalks(Holanda) Público: |
|                       | Best 31' · McMordie 47' · Dougan 65' · W. Campbell 76' |     | Ogün 9' |                                                              |

| 11 de Dezembro de 1968 | Turquia | 0–3 | Irlanda do Norte                        | Istambul, Turquia Árbitro: Benghanif(Argélia) Público: |
|                        |         |     | Harkin 36' · Nicholson 63' · Harkin 87' |                                                        |

| 10 de Setembro de 1969 | Irlanda do Norte | 0–0 | União Soviética | Belfast, Irlanda do Norte Árbitro: Michel Kitabdjian(França) Público: |
|                        |                  |     |                 |                                                                       |

| 15 de Outubro de 1969 | União Soviética                       | 3–0 | Turquia | Kiev, União Soviética Árbitro: Lööw(Suécia) Público: |
|                       | Muntjan 43' · Nodia 62' · Muntjan 78' |     |         |                                                      |

| 22 de Outubro de 1969 | União Soviética           | 2–0 | Irlanda do Norte | Moscou, União Soviética Árbitro: Rudolf Scheurer(Suíça) Público: |
|                       | Nodia 24' · Byshovets 79' |     |                  |                                                                  |

| 16 de Novembro de 1969 | Turquia   | 1–3 | União Soviética                              | Istambul, Turquia Árbitro: Ferdinand Marschall(Áustria) Público: |
|                        | Ender 24' |     | Asatiani 3' · Khmelnitsky 34' · Asatiani 60' |                                                                  |

## América do Sul
Dez seleções foram divididas em três grupos: dois com três equipes e um com quatro.

### Grupo A
| 27 de julho de 1969 | Bolívia                                 | 2 - 1  | Argentina           | Hernando Siles, La Paz |
|                     | Juan Díaz 16' · Ramiro Blacut 53' (pen) | Report | Aníbal Tarabini 40' | Árbitro: Sosa Miranda  |

| 3 de agosto de 1969 | Peru           | 1 - 0  | Argentina | Estádio Nacional, Lima           |
|                     | Pedro León 53' | Report |           | Árbitro: Ayrton Vieira de Moraes |

| 10 de agosto de 1969 | Bolívia                                 | 2 - 1  | Peru               | Hernando Siles, La Paz    |
|                      | Raúl Álvarez 68' · Héctor Chumpitaz 79' | Report | Roberto Challe 52' | Árbitro: Sérgio Chechelev |

| 17 de agosto de 1969 | Peru                                                           | 3 - 0  | Bolívia | Estádio Nacional, Lima       |
|                      | Teófilo Cubillas 35' · Luis Cruzado 40' · Alberto Gallardo 58' | Report |         | Árbitro: Guillermo Velásquez |

| 24 de agosto de 1969 | Argentina                 | 1 - 0   | Bolívia | La Bombonera, Buenos Aires  |
|                      | Rafael Albrecht 63' (pen) | Report] |         | Árbitro: Armando Pena Rocha |

| 31 de agosto de 1969 | Argentina                                 | 2 - 2  | Peru                    |                             |
|                      | Rafael Albrecht 77' · Alberto Rendo 90' · | Report | Oswaldo Ramírez 63' 82' | Árbitro: Ricardo Hormazabal |

| P | País      | Pts | J | V | E | D | GP | GC |
| - | --------- | --- | - | - | - | - | -- | -- |
| 1 | Peru      | 5   | 4 | 2 | 1 | 1 | 7  | 4  |
| 2 | Bolívia   | 4   | 4 | 2 | 0 | 2 | 4  | 5  |
| 3 | Argentina | 3   | 4 | 1 | 1 | 2 | 4  | 6  |

O Peru avança à Fase Final.

### Grupo B
| 27 de julho de 1969 | Colômbia                                                | 3 - 0  | Venezuela | = El Campín                |
|                     | Jorge González 34' 56' · Hermenegildo Segrera 76' (pen) | Report |           | Árbitro: Héctor Murgueytio |

| 2 de agosto de 1969 | Venezuela        | 1 - 1  | Colômbia                | Estádio Olímpico, Caracas   |
|                     | Luis Mendoza 10' | Report | Javier Tamayo Hoyos 61' | Árbitro: Juan Ortube Vargas |

| 6 de agosto de 1969 | Venezuela | 0 - 2  | Paraguai                           | Estádio Olímpico, Caracas |
|                     |           | Report | Pablo Rojas 38' · Alcides Sosa 53' | Árbitro: Jaime Palacios   |

| 6 de agosto de 1969 | Colômbia | 0 - 2  | Brasil          | El Campín, Bogotá       |
|                     |          | Report | Tostão 38', 44' | Árbitro: Alberto Tejada |

| 10 de agosto de 1969 | Venezuela | 0 - 5  | Brasil                               | Estádio Olímpico, Caracas |
|                      |           | Report | Tostão 61', 73', 77' · Pelé 71', 79' |                           |

| 10 de agosto de 1969 | Colômbia | 0 - 1  | Paraguai             | El Campín, Bogotá               |
|                      |          | Report | Aurelio Martínez 56' | Árbitro: Enrique Pedraza Montes |

| 17 de agosto de 1969 | Paraguai | 0 - 3  | Brasil                                          | Defensores del Chaco, Asunción |
|                      |          | Report | Valentin Mendonza 71' · Jairzinho 82' · Edu 90' | Árbitro: Domingo Mazzaro       |

| 21 de agosto de 1969 | Brasil                                                             | 6 - 2  | Colômbia                             | Maracanã, Rio de Janeiro |
|                      | Tostão 14' 41' · Edu 55' · Pelé 60' · Rivelino 86' · Jairzinho 88' | Report | Orlando Meza 17' · Jorge Gallego 89' | Árbitro: Miguel Comesaña |

| 21 de agosto de 1969 | Paraguai            | 1 - 0  | Venezuela | Defensores del Chaco, Asunción |
|                      | Lorenzo Jiménez 11' | Report |           | Árbitro: Alejandro Otero       |

| 24 de agosto de 1969 | Paraguai                | 2 - 1  | Colômbia                       | Estádio Carlos Antônio López, Asunción |
|                      | Saturnino Arrua 29' 49' | Report | Hermenegildo Segrera 82' (pen) | Árbitro: Luis Pestarino                |

| 24 de agosto de 1969 | Brasil                                                 | 6 - 0  | Venezuela | Maracanã, Rio de Janeiro   |
|                      | Tostão 7' 21' 24' · Jairzinho 30' · Pelé 44' (pen) 70' | Report |           | Árbitro: Juan Oscar Ortubé |

| 31 de agosto de 1969 | Brasil   | 1 - 0  | Paraguai | Maracanã, Rio de Janeiro    |
|                      | Pelé 68' | Report |          | Árbitro: Ramón Barreto Ruiz |

| P | País      | Pts | J | V | E | D | GP | GC |
| - | --------- | --- | - | - | - | - | -- | -- |
| 1 | Brasil    | 12  | 6 | 6 | 0 | 0 | 23 | 2  |
| 2 | Paraguai  | 8   | 6 | 4 | 0 | 2 | 6  | 5  |
| 3 | Colômbia  | 3   | 6 | 1 | 1 | 4 | 7  | 12 |
| 4 | Venezuela | 1   | 6 | 0 | 1 | 5 | 1  | 18 |

O Brasil avança à Fase Final.

### Grupo C
| 6 de julho de 1969 | Equador | 0 - 2  | Uruguai                            | Estádio Modelo, Guayaquil     |
|                    |         | Report | Rúben Bareño 32' · Oscar Zubia 59' | Árbitro: Romualdo Arppi Filho |

| 13 de julho de 1969 | Chile | 0 - 0  | Uruguai | Estádio Nacional, Santiago |
|                     |       | Report |         | Árbitro: Aurelio Bossolino |

| 20 de julho de 1969 | Uruguai            | 1 - 0  | Equador | Estádio Centenário, Montevidéu |
|                     | Atilio Ancheta 76' | Report |         | Árbitro: Rodolfo Osorio Pérez  |

| 27 de julho de 1969 | Chile                                                             | 4 - 1  | Equador         | Estádio Nacional, Santiago   |
|                     | Adolfo Olivares 55' · Francisco Valdés 63' 84' · Ramiro Tobar 79' | Report | Félix Lasso 86' | Árbitro: Guillermo Velásquez |

| 3 de agosto de 1969 | Equador           | 1 - 1  | Chile               | Estádio Modelo, Guayaquil |
|                     | Tom Rodriguez 14' | Report | Adolfo Olivares 61' | Árbitro: Carlos Riveo     |

| 10 de agosto de 1969 | Uruguai                            | 2 - 0  | Chile | Estádio Centenário, Montevidéu |
|                      | Julio Cortez 44' · Pedro Rocha 90' | Report |       | Árbitro: Armando Marques       |

| P | País    | Pts | J | V | E | D | GP | GC |
| - | ------- | --- | - | - | - | - | -- | -- |
| 1 | Uruguai | 7   | 4 | 3 | 1 | 0 | 5  | 0  |
| 2 | Chile   | 4   | 4 | 1 | 2 | 1 | 5  | 4  |
| 3 | Equador | 1   | 4 | 0 | 1 | 3 | 2  | 8  |

O Uruguai avança à Fase Final.
Artilheiro da Área Sul-americana
 Tostão: 10 gols

## Américas do Norte, Central e Caribe

### Primeira fase
- A FIFA não aceitou a inscrição de  Cuba.
- Doze times divididos em quatro grupos de três seleções.

#### Grupo A
| P | País           | Pts | J | V | E | D | GP | GC |
| - | -------------- | --- | - | - | - | - | -- | -- |
| 1 | Estados Unidos | 6   | 4 | 3 | 0 | 1 | 11 | 6  |
| 2 | Canadá         | 5   | 4 | 2 | 1 | 1 | 8  | 3  |
| 3 | Bermudas       | 1   | 4 | 0 | 1 | 3 | 2  | 12 |

| 6 de outubro de 1968 | Canadá                                                      | 4 - 0  | Bermudas |                                |
|                      | Johnny Kerr 16' · Tividar Vigh 20' · Sergio Zanatta 42' 77' | Report |          | Árbitro: Javier Galindo Segura |

| 13 de outubro de 1968 | Canadá                                                            | 4 - 2  | Estados Unidos                        |                        |
|                       | Ralph McPate 40' 68' · Nic Patterson 79' · Tividar Vigh 89' (pen) | Report | Willy Roy 38' · Siegfried Stritzl 89' | Árbitro: Frans Figaroa |

| 20 de outubro de 1968 | Bermudas | 0 - 0  | Canadá |                             |
|                       |          | Report |        | Árbitro: Theodorus Koetsier |

| 26 de outubro de 1968 | Estados Unidos        | 1 - 0  | Canadá |                          |
|                       | Dietrich Albrecht 59' | Report |        | Árbitro: Juan Soto Paris |

| 6 de novembro de 1968 | Estados Unidos                                             | 6 - 2  | Bermudas                          |                       |
|                       | Peter Miller 22' 75' · Gerry Baker 25' 56' · Willy Roy 63' | Report | Joseph Trott 34' · Clyde Best 51' | Árbitro: Felix Fingal |

| 11 de novembro de 1968 | Bermudas | 0 - 2  | Estados Unidos       |                               |
|                        |          | Report | Peter Miller 22' 41' | Árbitro: Felipe Buergo Elcuaz |

Os  Estados Unidos se classificaram à Segunda Fase.

#### Grupo B
| P | País              | Pts | J | V | E | D | GP | GC |
| - | ----------------- | --- | - | - | - | - | -- | -- |
| 1 | Haiti             | 5   | 4 | 2 | 1 | 1 | 9  | 5  |
| 2 | Guatemala         | 4   | 4 | 1 | 2 | 1 | 5  | 3  |
| 3 | Trinidad e Tobago | 3   | 4 | 1 | 1 | 2 | 4  | 10 |

| 17 de novembro de 1968 | Guatemala                                                                           | 4 - 0  | Trinidad e Tobago |                             |
|                        | David Stokes 30' · Selwyn Murren 66' · Tyrone de la Bastide 78' · Nelson Melgar 88' | Report |                   | Árbitro: Martín Araya Muñoz |

| 20 de novembro de 1968 | Trinidad e Tobago | 0 - 0  | Guatemala |                      |
|                        |                   | Report |           | Árbitro: Raúl Osório |

| 23 de novembro de 1968 | Trinidad e Tobago | 0 - 4  | Haiti                                                          |                         |
|                        |                   | Report | Claude Bathelemy 37' · Joseph Obas 56' · Guy Saint-Vil 63' 84' | Árbitro: Alfonso Gamboa |

| 25 de novembro de 1968 | Haiti                                     | 2 - 4  | Trinidad e Tobago                                  |                            |
|                        | Hughes Guillaume 23' · Philippe Vorbe 52' | Report | Warren Archibald 3' 73' 85' · Everald Cummings 85' | Árbitro: Alfonso Archundia |

| 8 de dezembro de 1968 | Haiti                                         | 2 - 0  | Guatemala |                               |
|                       | Jean-Claude Desir 15' · Claude Barthelemy 45' | Report |           | Árbitro: Eladio Sibaja Molina |

| 23 de janeiro de 1969 | Guatemala          | 1 - 1  | Haiti           |                          |
|                       | Édgar González 21' | Report | Joseph Obas 64' | Árbitro: Kenneth Chaplin |

- O  Haiti se classificou à Segunda Fase.

#### Grupo C
- Todos os jogos da  Jamaica foram realizados fora do país.

| P | País       | Pts | J | V | E | D | GP | GC |
| - | ---------- | --- | - | - | - | - | -- | -- |
| 1 | Honduras   | 7   | 4 | 3 | 1 | 0 | 7  | 2  |
| 2 | Costa Rica | 5   | 4 | 2 | 1 | 1 | 7  | 3  |
| 3 | Jamaica    | 0   | 4 | 0 | 0 | 4 | 2  | 11 |

| 27 de novembro de 1968 | Costa Rica                                                | 3 - 0  | Jamaica |                              |
|                        | Roy Sáenz 47' · Leonel Hernandes 53' · Wolford Vougus 79' | Report |         | Árbitro: Jorge Méndez Montes |

| 1 de dezembro de 1968 | Jamaica          | 1 - 3  | Costa Rica                                                    |                            |
|                       | Lacelles Dunkley | Report | Eduardo Chavarria 17' · Edgar Núñez 34' · Mario Soloezado 62' | Árbitro: Alfonso Archundia |

| 5 de dezembro de 1968 | Honduras                                                        | 3 - 1  | Jamaica              |                        |
|                       | Jorge Bran Guevara 17' · Rigoberto Gómez 39' · Jorge Urquia 78' | Report | Lacelles Dunkley 48' | Árbitro: Lawrence King |

| 8 de dezembro de 1968 | Jamaica | 0 - 2  | Honduras                                  |                    |
|                       |         | Report | Jorge Bran Guevara 26' · Jorge Urquia 56' | Árbitro: Frank Lee |

| 22 de dezembro de 1968 | Honduras            | 1 - 0  | Costa Rica |                         |
|                        | Rigoberto Gómez 77' | Report |            | Árbitro: Michael Wuertz |

| 28 de dezembro de 1968 | Costa Rica            | 1 - 1  | Honduras            |                             |
|                        | Eduardo Chavarría 40' | Report | Donaldo Rosales 25' | Árbitro: George Cumberbatch |

- Honduras se classificou à Segunda Fase.

#### Grupo D
| P | País                | Pts | J | V | E | D | GP | GC |
| - | ------------------- | --- | - | - | - | - | -- | -- |
| 1 | El Salvador         | 6   | 4 | 3 | 0 | 1 | 10 | 5  |
| 2 | Guiana Holandesa    | 4   | 4 | 2 | 0 | 2 | 10 | 9  |
| 3 | Antilhas Holandesas | 2   | 4 | 1 | 0 | 3 | 3  | 9  |

| 24 de novembro de 1968 | Guiana Holandesa                                                        | 6 - 0  | Antilhas Neerlandesas |                        |
|                        | Paul Corte 11' 59' · Rudolf Schoonhoven 23' 39' · Roy Vanenburg 67' 73' | Report |                       | Árbitro: Lawrence King |

| 1 de dezembro de 1968 | El Salvador                                                                                 | 6 - 0  | Guiana Holandesa |                             |
|                       | Victor Azúcar 33' 47' · Joel Valiente 53' 58' · Salvador Cabezas 69' · José Quintanilla 81' | Report |                  | Árbitro: Lloyd de Gourville |

| 5 de dezembro de 1968 | Antilhas Neerlandesas                   | 2 - 0  | Guiana Holandesa |                      |
|                       | Wouter Brokke 60' · Antonio Martina 74' | Report |                  | Árbitro: Arthur King |

| 12 de dezembro de 1968 | El Salvador          | 1 - 0  | Antilhas Neerlandesas |                            |
|                        | José Quintanilla 75' | Report |                       | Árbitro: John Di Salvatore |

| 15 de dezembro de 1968 | Antilhas Neerlandesas | 1 - 2  | El Salvador                          |                             |
|                        | Antonio Martina 86'   | Report | Juan Barraza 53' · Joel Valiente 80' | Árbitro: Lloyd de Gourville |

| 22 de dezembro de 1968 | Guiana Holandesa                                                | 4 - 1  | El Salvador       |                        |
|                        | Jules Lagadeau 16' 21' · Stuart Oothuizen 43' · Edwin Schal 74' | Report | Victor Azúcar 11' | Árbitro: Osmond Downer |

- El Salvador se classificou à Segunda Fase.

### Segunda Fase
- Cada seleção vencedora dos Grupos se enfrentariam em 2 partidas.
- Quem ganhasse, disputaria a Final.

#### Grupo E
| P | País           | Pts | J | V | E | D | GP | GC |
| - | -------------- | --- | - | - | - | - | -- | -- |
| 1 | Haiti          | 4   | 2 | 2 | 0 | 0 | 3  | 0  |
| 2 | Estados Unidos | 0   | 2 | 0 | 0 | 2 | 0  | 3  |

| 20 de abril de 1969 | Haiti                               | 2 - 0  | Estados Unidos |                                |
|                     | Joseph Obas 33' · Guy Saint-Vil 61' | Report |                | Árbitro: Javier Galindo Segura |

| 11 de maio de 1969 | Estados Unidos | 0 - 1  | Haiti             |                        |
|                    |                | Report | Guy Saint-Vil 11' | Árbitro: Keith Dunstan |

- O  Haiti se classificou para a Final.

#### Grupo F
| P  | País        | Pts | J | V | E | D | GP | GC |
| -- | ----------- | --- | - | - | - | - | -- | -- |
| 1= | El Salvador | 2   | 2 | 1 | 0 | 1 | 3  | 1  |
| 1= | Honduras    | 2   | 2 | 1 | 0 | 1 | 1  | 3  |

| 8 de junho de 1969 | Honduras            | 1 - 0  | El Salvador |                          |
|                    | Rigoberto Gómez 73' | Report |             | Árbitro: Arturo Yamasaki |

| 15 de junho de 1969 | El Salvador                                                   | 3 - 0  | Honduras |                             |
|                     | Elmer Acevedo 7' · Juan Martínez 16' · Mauricio Rodríguez 39' | Report |          | Árbitro: Walter Van Rosberg |

| 27 de junho de 1969 | El Salvador                               | 2 - 2 (1 - 0 pro) | Honduras                       |                                |
|                     | Elmer Acevedo 19' · Juan Martínez 37' 99' | Report            | José Enrique Gutiérrez 25' 53' | Árbitro: Abel Aguilar Elizalde |

As partidas entre salvadorenhos e hondurenhos tiveram ênfase em virtude da "Guerra do Futebol".
- Partida Desempate:

### Final / Decisão da Vaga para a Copa do Mundo

#### Grupo Final
| P | País        | Pts | J | V | E | D | GP | GC |
| - | ----------- | --- | - | - | - | - | -- | -- |
| 1 | El Salvador | 3   | 2 | 1 | 1 | 0 | 6  | 3  |
| 2 | Haiti       | 1   | 2 | 0 | 1 | 1 | 3  | 6  |

| 21 de setembro de 1969 | Haiti           | 1 - 2  | El Salvador                                |                          |
|                        | Joseph Obas 51' | Report | Elmer Acevedo 37' · Mauricio Rodríguez 80' | Árbitro: Arturo Yamasaki |

| 28 de setembro de 1969 | El Salvador | 0 - 3  | Haiti                                                              |                                |
|                        |             | Report | Claude Barthelemy 19' · Jean-Claude Desir 26' · Philippe Vorbe 30' | Árbitro: Abel Aguilar Elizalde |

| 8 de outubro de 1969 | Haiti | 0 - 0 (0 - 1 pro) | El Salvador        |                        |
|                      |       | Report            | Juan Martínez 111' | Árbitro: Keith Dunstan |

- Partida Desempate
- El Salvador se classificou para a Copa do Mundo de Futebol de 1970.

## África
A FIFA negou as inscrições de  Guiné e  Zaire.

### Primeira Fase
| 27 de setembro de 1968 | Zâmbia                                       | 4 - 2  | Sudão          | Dag Hammerskjoeld, Ndola                                                               |
|                        | Kapengwe 14', 56' · Kaposa 58' · Makwaza 83' | Súmula | Osman 26', 30' | Árbitro: Pierre Mutombo Auxiliar 1: Sinifukwe Bennett Auxiliar 2: Elkhidir Abdelrahman |

| 8 de novembro de 1968 | Sudão                                    | 4 - 2 (pro) | Zâmbia                     | Estádio de Cartum, Cartum                                              |
|                       | Kafi 38' · Gagdoul 76', 81' · Santo 114' | Súmula      | Chitalu 22' · Kapengwe 96' | Árbitro: Ali Kandil Auxiliar 1: Walter Davies Auxiliar 2: Eisa Babiker |

| 17 de novembro de 1968 | Argélia       | 1 - 2  | Tunísia           | Stade 5 Juillet, Argel                                                |
|                        | Anirouche 29' | Súmula | Chakroum 72', 80' | Árbitro: Roger Barde Auxiliar 1: M. Rios Auxiliar 2: George Mardikian |

| 29 de dezembro de 1968 | Tunísia | 0 - 0  | Argélia | El Menzah, Tunis                                                            |
|                        |         | Súmula |         | Árbitro: Fabio Monti Auxiliar 1: Renzo Torelli Auxiliar 2: Gaetane Vacchini |

| 7 de dezembro de 1968 | Nigéria         | 1 - 1  | Camarões  | Surelere Stadium, Lagos                                                  |
|                       | Aghoghovbia 47' | Súmula | Owona 69' | Árbitro: Philip Robinson Auxiliar 1: Weaka Peters Auxiliar 2: Paul Green |

| 22 de dezembro de 1968 | Camarões                 | 2 - 3  | Nigéria                               | Stade Akwa, Douala                                                                       |
|                        | Ayo 37' · Bassanguen 80' | Súmula | Ofuokwu 10' · Anieke 44' · Oshode 63' | Árbitro: Joseph Blanchard-Angaud Auxiliar 1: Paul Nkounkou Auxiliar 2: Timothee Naudzouh |

| 3 de novembro de 1968 | Marrocos     | 1 - 0  | Senegal | Stade d'Honneur, Casablanca                                                                   |
|                       | Benkhrif 49' | Súmula |         | Árbitro: José Maria de Mendibil Auxiliar 1: Agustín Alcuturri Auxiliar 2: Antonio Rigo-Suerda |

| 5 de janeiro de 1969 | Senegal              | 2 - 1  | Marrocos   | Stade Demba Diop, Dakar |
|                      | Dieme 26' · Diop 32' | Súmula | Akezbi 14' | Árbitro: Mamadou Diarra |

| 13 de fevereiro de 1969 | Marrocos                  | 2 - 0  | Senegal | Gran Canaria, Las Palmas                                                                 |
|                         | Bamous 54' · Hafnaoui 60' | Súmula |         | Árbitro: Gaspar Pintado Viu Auxiliar 1: Leonardo Montecinos Auxiliar 2: Joaquin Vilanova |

- Um terceiro jogo foi realizado entre Marrocos e Senegal porque o árbitro do segundo jogo (Mamadou Diarra) não realizou prorrogação.

| 26 de janeiro de 1969 | Líbia                      | 2 - 0  | Etiópia | Stade 11 June, Trípoli                                                                                     |
|                       | Mahamoud 22' · Mohamed 49' | Súmula |         | Árbitro: Auxiliar 1: Auxiliar 2: Mohamed El Attar Auxiliar 1: Abdel Aziz El Said Auxiliar 2: Mustafa Kamel |

| 9 de fevereiro de 1969 | Etiópia                                        | 5 - 1  | Líbia     | Addis Abeba Stadium, Addis Abeba                                                |
|                        | Feseha 36' · Geremew 42', 59' · Germa 73', 79' | Súmula | Ahmed 16' | Árbitro: Achmed El Kholy Auxiliar 1: Mohamed Ranzi Auxiliar 2: Sobihi Hiberahni |

### Segunda Fase
| 27 de abril de 1969 | Tunísia | 0 - 0  | Marrocos | Stade El Menzah, Tunis                                                             |
|                     |         | Súmula |          | Árbitro: Michel Kitabdjian Auxiliar 1: Achille Carette Auxiliar 2: Olivier Wattiez |

| 18 de maio de 1969 | Marrocos | 0 - 0 (pro) | Tunísia | Stade d'Honneur, Casablanca                                                      |
|                    |          | Súmula      |         | Árbitro: Juan Gardeazabal Auxiliar 1: Carlos Alvarez Auxiliar 2: Andrés Barragán |

| 13 de junho de 1969 | Marrocos                | 2 - 2 (pro) | Tunísia                | Stade Vélodrome, Marselha                                                           |
|                     | Chaïbi 28' · Cheman 80' | Súmula      | Jarir 11' · Idriss 74' | Árbitro: Michel Kitabdjian Auxiliar 1: René Vigliani Auxiliar 2: François Eurdekian |

- Marrocos se classificou via sorteio

| 4 de maio de 1969 | Etiópia   | 1 - 1  | Sudão      | Addis Abeba Stadium, Addis Abeba |
|                   | Worku 50' | Súmula | Bakeit 39' | Árbitro: Mohamed Touati          |

| 11 de maio de 1969 | Sudão                               | 3 - 1  | Etiópia   | Estádio de Cartum, Cartum                                                  |
|                    | Wahba 20' · El Seed 60' · Wahab 80' | Súmula | Asfaw 65' | Árbitro: Ali Kandil Auxiliar 1: Mohamed El Attar Auxiliar 2: Mustafa Kamel |

| 10 de maio de 1969 | Nigéria                  | 2 - 1  | Gana       | Surelere Stadium, Lagos                                                       |
|                    | Olayombo 62' · Sessi 64' | Súmula | Ankrah 18' | Árbitro: Youssouf N'Diaye Auxiliar 1: Daouda N'Doye Auxiliar 2: Gueye El Hadj |

| 18 de maio de 1969 | Gana    | 1 - 1  | Nigéria   | Accra Sports Stadium, Accra                                                           |
|                    | Ola 41' | Súmula | Garba 19' | Árbitro: Tiedro Cy-Nahounous Auxiliar 1: Achanate Djero Auxiliar 2: Abdoulaye Mohamed |

### Terceira Fase
| 13 de setembro de 1969 | Nigéria               | 2 - 2  | Sudão                    | Surelere Stadium, Lagos                                                         |
|                        | Garba 26' · Lawal 43' | Súmula | El Din 14' · El Seed 17' | Árbitro: Durabah Mohandi Auxiliar 1: Mohamed Mezahi Auxiliar 2: Zoubir Benganif |

| 21 de setembro de 1969 | Marrocos                  | 2 - 1  | Nigéria   | Stade d'Honneur, Casablanca                                                |
|                        | El Filali 50' · Faras 62' | Súmula | Lawal 53' | Árbitro: Roger Machin Auxiliar 1: Roger Mouton Auxiliar 2: Robert Frauciel |

| 3 de outubro de 1969 | Sudão                             | 3 - 3  | Nigéria                          | Estádio de Cartum, Cartum                                                       |
|                      | El Din 33' · Musa 70' · Wahba 84' | Súmula | Garba 49' · Ineh 55' · Opone 72' | Árbitro: Aurelio Angonese Auxiliar 1: Bruno de Marchi Auxiliar 2: Paolo Toselli |

| 10 de outubro de 1969 | Sudão | 0 - 0  | Marrocos | Estádio de Cartum, Cartum                                                       |
|                       |       | Súmula |          | Árbitro: Ali Kandil Auxiliar 1: Abdel Aziz El Said Auxiliar 2: Mohamed El Attar |

| 26 de outubro de 1969 | Marrocos                       | 3 - 0  | Sudão | Stade d'Honneur, Casablanca                                                      |
|                       | El Filali 29' · Jarir 57', 73' | Súmula |       | Árbitro: George Lamptey Auxiliar 1: Mohamed Belbordj Auxiliar 2: Robert Quarshie |

| 8 de novembro de 1969 | Nigéria                     | 2 - 0  | Marrocos | Liberty Stadium, Ibadan                                                            |
|                       | Lawal 67' (pen) · Garba 82' | Súmula |          | Árbitro: Seyoum Tarekgn Auxiliar 1: Denekew Mengetu Auxiliar 2: Gebreyesus Tesfaye |

| P | País     | Pts | J | V | E | D | GP | GC |
| - | -------- | --- | - | - | - | - | -- | -- |
| 1 | Marrocos | 5   | 4 | 2 | 1 | 1 | 5  | 3  |
| 2 | Nigéria  | 4   | 4 | 1 | 2 | 1 | 8  | 7  |
| 3 | Sudão    | 3   | 4 | 0 | 3 | 1 | 5  | 8  |

O  Marrocos se classificou para a Copa do Mundo.

## Ásia e Oceania

### Fase Preliminar
| P | País          | Pts | J | V | E | D | GP | GC |
| - | ------------- | --- | - | - | - | - | -- | -- |
| 1 | Austrália     | 6   | 4 | 2 | 2 | 0 | 7  | 4  |
| 2 | Coreia do Sul | 4   | 4 | 1 | 2 | 1 | 6  | 5  |
| 3 | Japão         | 2   | 4 | 0 | 2 | 2 | 4  | 8  |

| 10 de outubro de 1969 | Japão        | 1 - 3  | Austrália                        | Municipal Stadium, Seul                                                  |
|                       | Watanabe 11' | Súmula | McColl 5' · Ogi 68' · Baartz 69' | Árbitro: Patrick Nice Auxiliar 1: Kai Chi Lee Auxiliar 2: George Suppaih |

| 12 de outubro de 1969 | Coreia do Sul                     | 2 - 2  | Japão                        | Municipal Stadium, Seul                                                      |
|                       | Lee Lee-Woo 12' · Park Soo-Il 44' | Súmula | Matsumoto 25' · Sugiyama 73' | Árbitro: Cheung Tang Sun Auxiliar 1: Kai Chi Lee Auxiliar 2: Wanchai Suvaree |

| 14 de outubro de 1969 | Coreia do Sul   | 1 - 2  | Austrália                | Municipal Stadium, Seul                                                      |
|                       | Lee Lee-Woo 45' | Súmula | Watkiss 37' · McColl 82' | Árbitro: George Suppiah Auxiliar 1: Patrick Nice Auxiliar 2: Cheung Tang Sun |

| 16 de outubro de 1969 | Austrália  | 1 - 1  | Japão       | Municipal Stadium, Seul                                                       |
|                       | McColl 39' | Súmula | Miyamoto 4' | Árbitro: Wanchai Suvaree Auxiliar 1: Patrick Nice Auxiliar 2: Cheung Tang Sun |

| 18 de outubro de 1969 | Japão | 0 - 2  | Coreia do Sul                         | Municipal Stadium, Seul                                                     |
|                       |       | Súmula | Hong In Woong 6' · Jung Byung Tak 34' | Árbitro: Kai Chi Lee Auxiliar 1: Wanchai Suvaree Auxiliar 2: George Suppiah |

| 20 de outubro de 1969 | Austrália  | 1 - 1  | Coreia do Sul   | Municipal Stadium, Seul                                                  |
|                       | Baartz 58' | Súmula | Park Soo Il 29' | Árbitro: Patrick Nice Auxiliar 1: George Suppiah Auxiliar 2: Kai Chi Lee |

- Austrália avança para a Segunda Fase.

### Segunda Fase
| P  | País      | Pts | J | V | E | L | GP | GC |
| -- | --------- | --- | - | - | - | - | -- | -- |
| 1= | Austrália | 2   | 2 | 0 | 2 | 0 | 1  | 1  |
| 1= | Rodésia   | 2   | 2 | 0 | 2 | 0 | 1  | 1  |

#### Grupo 1
- Ambas as partidas foram disputadas em campo neutro, devido ao boicote da  Rodésia.

| 23 de novembro de 1969 | Rodésia      | 1 - 1  | Austrália  | Estádio Salazar, Lourenço Marques                                                    |
|                        | Chalmers 63' | Súmula | McColl 68' | Árbitro: António Saldanha Ribeiro Auxiliar 1: Abel Bastos Auxiliar 2: Fernando Leite |

| 27 de novembro de 1969 | Austrália | 0 - 0  | Rodésia | Estádio Salazar, Lourenço Marques |
|                        |           | Súmula |         | Árbitro: António Saldanha Ribeiro |

- Austrália e Rodésia empataram em pontos e nova partida em campo neutro foi disputada para a decisão da vaga, ganha pelos australianos.

| 29 de novembro de 1969 | Rodésia      | 1 - 3  | Austrália                                 | Estádio Salazar, Lourenço Marques                                                    |
|                        | Chalmers 49' | Súmula | Rutherford 12' · Sibanda 22' · Warren 56' | Árbitro: António Saldanha Ribeiro Auxiliar 1: Abel Bastos Auxiliar 2: Fernando Leite |

#### Grupo 2
As duas partidas foram disputadas em Israel.
| P | País            | Pts      | J        | V        | E        | D        | GP       | GC       |          |
| - | --------------- | -------- | -------- | -------- | -------- | -------- | -------- | -------- | -------- |
| 1 | Israel          | 4        | 2        | 2        | 0        | 0        | 6        | 0        |          |
| 2 | Nova Zelândia   | 0        | 2        | 0        | 0        | 2        | 0        | 6        |          |
| - | Coreia do Norte | Desistiu | Desistiu | Desistiu | Desistiu | Desistiu | Desistiu | Desistiu | Desistiu |

- A Coreia do Norte negou-se a disputar as eliminatórias por ter se recusado a enfrentar Israel.

| 28 de setembro de 1969 | Israel                                           | 4 - 0  | Nova Zelândia | Ramat Gan, Tel Aviv     |
|                        | Spiegler 48' · Spiegel 65' · Faygenbaum 72', 86' | Súmula |               | Árbitro: Davoud Nassiri |

| 1 de outubro de 1969 | Nova Zelândia | 0 - 2  | Israel                     | Ramat Gan, Tel Aviv       |
|                      |               | Súmula | Spiegler 24' · Spiegel 33' | Árbitro: Hadj Abol Hassan |

- Israel avança para a Fase Final.

### Fase Final
| P | País      | Pts | J | V | E | D | GP | GC |
| - | --------- | --- | - | - | - | - | -- | -- |
| 1 | Israel    | 3   | 2 | 1 | 1 | 0 | 2  | 1  |
| 2 | Austrália | 1   | 2 | 0 | 1 | 1 | 1  | 2  |

- Assim como Israel e Nova Zelândia, as partidas entre israelenses e australianos foram disputadas em Israel.

| 4 de dezembro de 1969 | Israel    | 1 - 0  | Austrália | Ramat Gan, Tel Aviv                                                             |
|                       | Zeman 16' | Súmula |           | Árbitro: Ferdinand Marschall Auxiliar 1: Erich Linemayr Auxiliar 2: Josef Bucek |

| 14 de dezembro de 1969 | Austrália   | 1 - 1  | Israel       | Sydney Sports Ground, Sydney                                                           |
|                        | Watkiss 88' | Súmula | Spiegler 78' | Árbitro: Ferdinand Marschall Auxiliar 1: Fernando Álvarez Auxiliar 2: Thomas Delahunty |

- Israel se classifica para a Copa.